# Korejovce
Korejovce – wieś (obec) na Słowacji w kraju preszowskim, powiecie Svidník. Korejovce położone są w historycznym kraju Szarysz na szlaku handlowym z Węgier do Polski. Pierwsze wzmianki o wsi pochodzą z roku 1600.

## Zabytki
- Greckokatolicka cerkiew filialna Opieki Bogurodzicy z 1764.

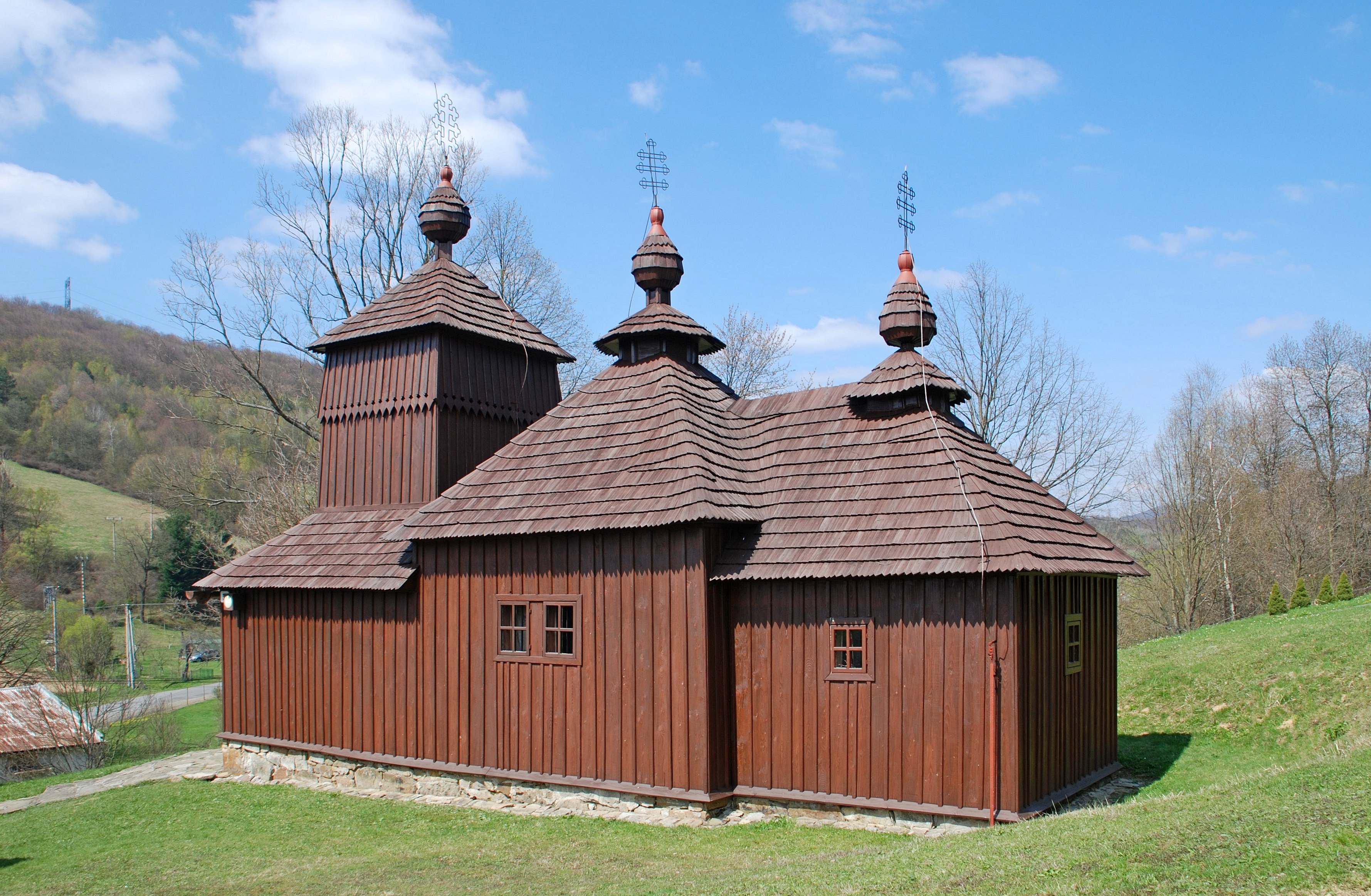
Zabytkowa cerkiew
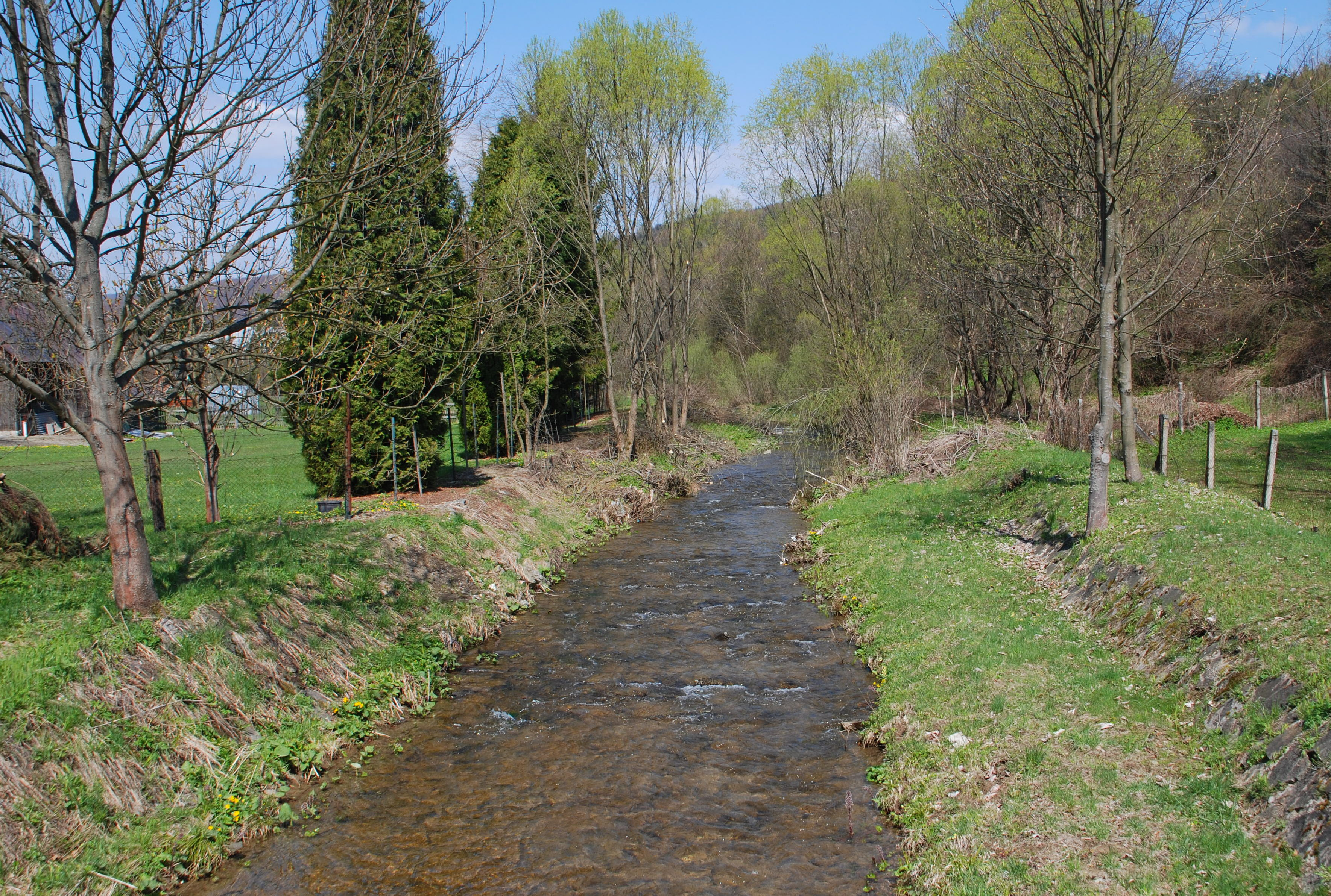
Potok Hrišov